# Kostel svatého Haštala
Kostel svatého Haštala na pražském Starém Městě patřil k nejstarším farním centrům na území Prahy a je jediným chrámem v Čechách zasvěceným sv. Haštalovi, je po něm pojmenována i Haštalská ulice, kde kostel stojí.

## Historie

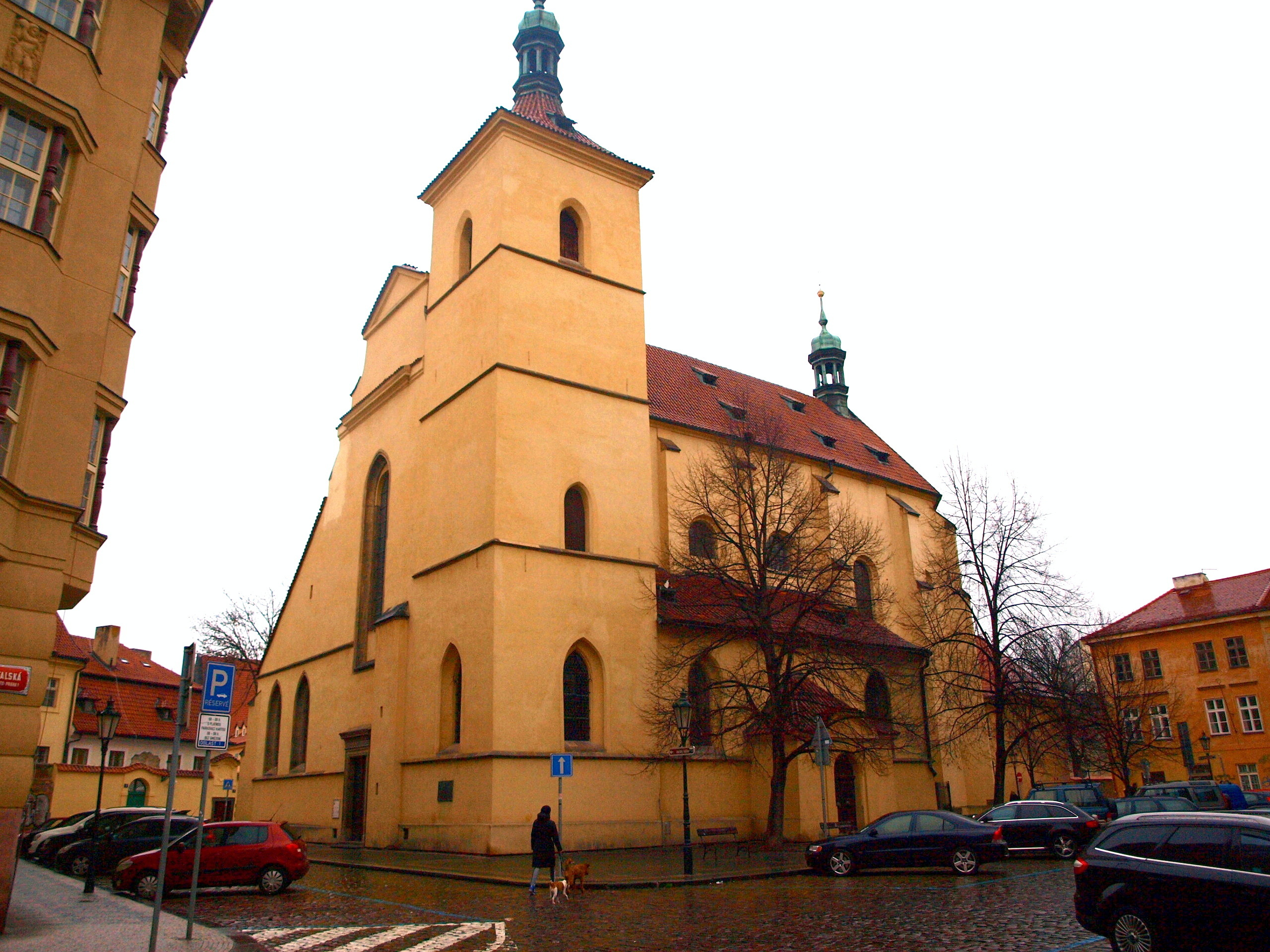
Kostel svatého Haštala

Předchůdce dnešního kostela vznikl zhruba ve stejných místech v 2. polovině 12. století jako románská trojlodní bazilika. Jeho pozůstatky odhalil archeologický průzkum prováděný v 90. letech 20. století. První písemná zpráva o něm pochází ovšem až z 21. března 1234, kdy je podle něj v listině krále Václava I. situován nově založený klášter sv. Františka (dnes sv. Anežky České). Sv. Haštal patřil mezi významné kostely románské Prahy, nacházel se při cestě vedoucí směrem na Poříčí a podací (patronátní) právo k němu měly české královny.
Ke zbudování gotické novostavby došlo v období rozkvětu středověké kultury v Česku ve 14. století. Začala vyrůstat na východ a jih od románského kostela, aby ten mohl dále sloužit své funkci. Podle původních záměrů se mělo jednat o klasickou trojlodní baziliku. Nejdříve vnikl polygonální chór, tři klenební pole hlavní lodi a jižní boční loď. Tato stavební fáze skončila kolem poloviny 14. století. Po určité pauze a zboření románské stavby se přistoupilo k dokončení hlavní lodi, průčelí a výstavbě severní boční lodi, u níž se uplatnil výrazně odlišný stavební styl. Namísto jednouché lodi zde vznikl dvoulodní síňový prostor, přinášející nové prostorové uspořádání v duchu architektury období vlády krále Václava IV. Na východě byla potom k chóru připojena dnešní sakristie s klenotnicí v patře, navazující právě na síňové dvoulodní. Ta sloužila původně jako samostatná kaple. Tato druhá etapa byla alespoň zčásti hotova k roku 1375, kdy je v pramenech doloženo zřízení kaple Všech svatých pány z Jenštejna ztotožněné právě s prostorou dnešní sakristie. Na ní se podíleli kameníci z okruhu pražské katedrální huti Petra Parléře, což dokládá kvalita kamenické práce, zejména realisticky propracované konzoly na obvodových stěnách boční lodi.
V době husitských bouří byl kostel poškozen a roku 1432 k němu pronikla povodeň. Částečná obnova proběhla již roku 1436. Kostel byl pak až do roku 1624 utrakvistický. Poté, co přešel pod katolickou správu byl až do roku 1739 spravován z chrámu Matky Boží před Týnem. Do této farnosti se opět vrátil v roce 2009. Velká pohroma postihla kostel opět roku 1689, kdy vyhořel. Pět let trvající obnovu zahájil již následujícího roku architekt Pavel Ignác Bayer. Středověká klenba hlavní lodi a presbytáře byla nahrazena valenou s lunetami, upravena byla i jejich okna a západní průčelí. Další generální opravou prošel chrám po roce 1851 a naposledy po povodni v roce 2002, kdy do interiéru pronikla spodní voda.

## Popis
Současný kostel má tvar nepravidelné čtyřlodní baziliky s věží nad západním polem jižní boční lodi a sakristií s klenotnicí v patře na severní straně presbytáře. Severní boční prostor tvoří dvoulodní síň sklenutá na tři střední sloupky. Na chór o jednom klenebním poli a polygonálním závěru, jež člení zdvojené pilastry s korintskými hlavicemi, navazuje stejně široká loď o čtyřech klenebních polích s valenou klenbou. Západní pole zabírá renesanční kruchta z roku 1611. Oba boční prostory si zachovaly původní lomená okna bez kružeb i zaklenutí. Severní dvoulodí je vyšší než jižní boční loď.
Zařízení kostela je převážně barokní z doby po roce 1730, část oltářů a soch byla pořízena při obnově interiéru po roce 1883. V této etapě byl upraven i hlavní původně vrcholně barokní oltář z roku 1731 do své dnešní novorenesanční podoby. Po stranách tabernáklu se nachází ostatky sv. Haštala včetně jeho lebky, které do Prahy přivezl a chrámu daroval Otec vlasti Karel IV. Světcův obraz potom vytvořil J. Schweiwla roku 1884. Sochy sv. Jana Křtitele a sv. Jana Nepomuckého po stranách provedl zřejmě Ferdinand M. Brokoff (1731). Po stranách vítězného oblouku stojí dva protějškové barokní oltáře: sv. Anny na jižní straně s obrazem Petra Molitora (1739) a naproti Panny Marie Genesanské (1732) s obrazem Panny Marie Dobré Rady (1883). Zvláštní pozornost si zaslouží pašijové sousoší Kalvárie, Getseman, Bičování a Nesení kříže u západní stěny severního dvojlodní od Ferdinanda M. Brokoffa (1716). Nejstarší součástí zařízení je cínová křtitelnice z roku 1550. Starší pozdně gotickou mřížku obsahuje také sanktuář v presbytáři, do dnešní podoby upravený roku 1695. Varhany sem byly přemístěny z kostela sv. Vojtěcha roku 1876.

### Zvony
V Kostele jsou následující zvony:
- Vavřinec-Florian – vyrobený v roce 1690 Friedrichem Michaelem Schönfeldem, váží 490 kilogramů, laděn je do tónu as1[3]
- Haštal – vyrobený v roce 2020, průměr má 118 centimetrů, váží 1130 kilogramů, laděn je do tónu f1
- František – společně s Haštalem vyrobený v roce 2020, průměru má 80 centimetrů, váží 330 kilogramů, laděn je do c2